# Lewis Jackson
Lewis Jackson IV (Decatur, Illinois, 20 de septiembre de 1989) es un exbaloncestista estadounidense. Con 1,78 metros de estatura, jugaba en la posición de base.

## Trayectoria deportiva

### Universidad
Jugó cuatro temporadas en los Boilermakers de la Universidad de Purdue, en la que promedió 7,3 puntos, 3,8 asistencias y 2,9 rebotes por partido. En su primera temporada fue incluido en el mejor quinteto de novatos de la Big Ten Conference.

### Profesional
Tras no ser elegido en el Draft de la NBA de 2012, fichó por el BC Šiauliai de la Liga de Lituania. Allí jugó una temporada en la que promedió 8,3 puntos y 4,3 asistencias por partido.
El 1 de noviembre de 2013 fue seleccionado en la quinta ronda del Draft de la NBA D-League por los Sioux Falls Skyforce, pero fue despedido antes del comienzo de la temporada. El 10 de diciembre fichó por los Erie BayHawks, con los que completó la temporada, promediando 1,8 puntos y 8,9 asistencias por partido, convirtiéndose en el mejor pasador de la liga.
El 21 de noviembre de 2014 fue adquirido por los Westchester Knicks, quienes tras tres partidos lo traspasaron a Idaho Stampede a cambio de una segunda ronda del draft de 2015. Allí terminó la temporada promediando 4,9 puntos y 4,6 asistencias por partido.
En 2015 fichó por los Orangeville A's de la NBL Canadá, donde jugó una temporada, en la que promedió 13,0 puntos y 7,7 asistencias por partido.
El 31 de octubre de 2016 fue readquirido por los Erie BayHawks.